# فرانکو بالرینی
فرانکو بالرینی (ایتالیایی: Franco Ballerini; ۱۱ دسامبر ۱۹۶۴ – ۷ فوریهٔ ۲۰۱۰) دوچرخه‌سوار اهل ایتالیا بود.

## باشگاهی
از باشگاه‌هایی که در آن رکاب زده‌است می‌توان به تیم دوچرخه‌سواری ماپی و ام‌جی مالیفیچو اشاره کرد.